# Jorge Plácido
Pour les articles homonymes, voir Placido (homonymie).
Jorge Plácido, de son nom complet Jorge Manuel Plácido Bravo da Costa,  est un footballeur portugais né le 19 juin 1964 à Luanda. Il évoluait au poste d'attaquant.

## Biographie

### En club
Jorge Plácido évolue au Portugal et en France.
Il dispute 192 matchs en première division portugaise, inscrivant 30 buts, et 27 matchs en première division française, marquant un but.
Au sein des compétitions européennes, il joue trois matchs en Ligue des champions, deux en Coupe de l'UEFA (avec un but contre l'AS Cannes), et participe à la Supercoupe de l'UEFA en 1987.

### En équipe nationale
International portugais, il reçoit trois sélections et inscrit deux buts en équipe du Portugal entre 1987 et 1989,.
Il joue son premier match en équipe nationale le 4 février 1987 contre la Belgique en amical (victoire 1-0 à Braga).
Il marque un doublé le 29 mars 1987 contre Malte dans le cadre des qualifications pour l'Euro 1988 (match nul 2-2 à Funchal).
Son dernier match en équipe nationale a lieu le 25 janvier 1989, contre la Grèce en amical (défaite 1-2 à Maroússi).

## Palmarès
Avec le FC Porto :
- Champion du Portugal en 1988.
- Vice-champion du Portugal en 1991.
- Vainqueur de la Coupe du Portugal en 1988 et 1991.
- Vainqueur de la Supercoupe de l'UEFA en 1987.